# Christophe Moyreau
Christophe Moyreau (6. dubna 1700, Orléans – 11. května 1774, Orléans) byl francouzský hudební skladatel a hráč na klávesové nástroje.
Od roku 1719 působil jako varhaník v Orléansu, z toho od roku 1738 v místní katedrále. Z jeho díla se dochovalo šest knih skladeb pro cembalo Pièces de clavecin dédiées à Son Altesse Sérénissime Monseigneur le Duc d’Orléans, tištěných roku 1753, kdy Moyreau získal privilegium tisku, a věnovaných Ludvíku Filipovi I. Orleánskému.